# Roches-lès-Blamont
Roches-lès-Blamont é uma comuna francesa na região administrativa de Borgonha-Franco-Condado, no departamento de Doubs. Estende-se por uma área de 5,44 km². Em 2010 a comuna tinha 639 habitantes (densidade: 117,5 hab./km²).